# Liste des records olympiques de cyclisme sur piste
Il s'agit de la liste des records olympiques réalisés en cyclisme, en tenant compte des épreuves de 2020.

## Records masculins
| Épreuve                                         | Temps          | Cycliste                                                | Pays            | Jeux                | Date         |
| ----------------------------------------------- | -------------- | ------------------------------------------------------- | --------------- | ------------------- | ------------ |
| Sprint sur 200 mètres, départ lancé             | 9 s 088        | Harrie Lavreysen                                        | Pays-Bas        | Paris 2024          | 7 août 2024  |
| Poursuite individuelle sur 4 000 mètres         | 4 min 14 s 982 | Lasse Norman Hansen                                     | Danemark        | Rio de Janeiro 2016 | 15 août 2016 |
| Kilomètre contre-la-montre, départ arrêté       | 1 min 0 s 711  | Chris Hoy                                               | Grande-Bretagne | Athènes 2004        | 20 août 2004 |
| Sprint sur 750 mètres par équipes départ arrêté | 40 s 949       | Roy van den Berg Harrie Lavreysen Jeffrey Hoogland      | Pays-Bas        | Paris 2024          | 6 août 2024  |
| Poursuite par équipes sur 4 000 mètres          | 3 min 40 s 730 | Oliver Bleddyn Sam Welsford Conor Leahy Kelland O'Brien | Australie       | Paris 2024          | 6 août 2024  |

## Records féminins
| Épreuve                                          | Temps          | Cycliste                                                | Pays             | Jeux         | Date         |
| ------------------------------------------------ | -------------- | ------------------------------------------------------- | ---------------- | ------------ | ------------ |
| Sprint sur 200 mètres, départ lancé              | 10 s 029       | Lea Sophie Friedrich                                    | Allemagne        | Paris 2024   | 9 août 2024  |
| Poursuite individuelle sur 3 000 mètres          | 3 min 24 s 537 | Sarah Ulmer                                             | Nouvelle-Zélande | Athènes 2004 | 22 août 2004 |
| 500 mètres contre-la-montre, départ lancé        | 33 s 952       | Anna Meares                                             | Australie        | Athènes 2004 | 20 août 2004 |
| Sprint sur 500 mètres par équipes, départ arrêté | 31 s 804       | Bao Shanju Zhong Tianshi                                | Chine            | Tokyo 2020   | 2 août 2021  |
| Sprint sur 750 mètres par équipes, départ arrêté | 45 s 186       | Katy Marchant Sophie Capewell Emma Finucane             | Grande-Bretagne  | Paris 2024   | 5 août 2024  |
| Poursuite par équipes sur 3 000 mètres           | 3 min 14 s 051 | Danielle King Laura Kenny Joanna Rowsell                | Grande-Bretagne  | Londres 2012 | 4 août 2012  |
| Poursuite par équipes sur 4 000 mètres           | 4 min 4 s 242  | Franziska Brauße Lisa Brennauer Lisa Klein Mieke Kröger | Allemagne        | Tokoyo 2020  | 3 août 2021  |